# Babben & Co
Babben & Co var en humoristisk talkshow i Sveriges Television som sändes i två säsonger hösten 2007 respektive våren 2009 på SVT1. I varje program intervjuade programledaren Babben Larsson aktuella gäster och därefter kördes ett humoristiskt inslag, kallat "Heta stolen", där varje gäst under fem minuters tid skulle försöka hålla sig för skratt samtidigt som Babben och ett antal komikerkollegor körde roliga ståuppor, allt för att få gästen att börja skratta. Lyckades gästen hålla sig för skratt tiden ut fick gästen en medalj, i övrigt ingen medalj.

## Upplägg
Varje program inleddes med att programledaren, Babben Larsson, gjorde en humoristisk öppningsmonolog. Därefter bjöds ett antal gäster in, en och en, som Babben intervjuade. Intervjuerna kunde handla om allt möjligt, både roliga saker men också sorgliga och mindre roliga saker. Mellan gästerna bjöds även musiker in som fick framföra livesända sångnummer. Vissa av dessa musiker bjöds sedan in som intervjuobjekt.
Efter att varje intervju hade gjorts fick den aktuella intervjuade gästen göra momentet "Heta stolen". Detta moment gick ut på att gästen under fem minuter skulle försöka hålla sig för skratt. Samtidigt skulle Babben Larsson och av henne en inbjuden komikerpanel försöka roasta gästen så att gästen skulle börja skratta. Om gästen lyckades hålla sig för skratt tiden ut fick gästen en medalj med Babbens ansikte på, kallat "Babbenmedalj". Om gästen inte lyckades hålla sig för skratt fick gästen heller ingen medalj.
Programmet gjordes i två säsonger, den ena hösten 2007 och den andra våren 2009. Till den andra säsongen gjordes upplägget om något, då man förlade "Heta stolen" till den sista delen av programtiden och att då tre inbjudna gäster per program gjorde momentet samtidigt, istället för att bara en i taget gjorde det. Den spridda komikerpanelen togs bort och ersattes av en fast panel bestående av Babben Larsson, Ola Forssmed och Göran Gabrielsson. Dock tillkom en gästkomiker i varje program. Utöver detta tog man även in en domare som skulle se till att gästerna följde reglerna.

### Medverkande komiker

#### Säsong 1
Dessa komiker medverkade i panelen i varje program, utöver Babben Larsson.
- André Wickström (#5 & 11)
- Ann Westin (#1-2 & 7)
- Göran Gabrielsson (#1-13)
- Henrik Elmér (#5-6)
- Kristoffer Appelquist (#6)
- Lasse Karlsson (#1-2 & 4-5 & 7-8 & 10-13)
- Lena Frisk (#8-10)
- Maria Möller (#1-4 & 6 & 11)
- Mårten Andersson (#9 & 12-13)
- Omid Khansari (#3)
- Per Andersson (#3-4)
- Tobias Persson (#7-10 & 12-13)

#### Säsong 2
Endast gästkomiker redovisas nedan.
- Andreas Nilsson (#8)
- Christian Lundqvist (#4)
- Claes af Geijerstam (#9)
- E-Type (#6)
- Johannes Brost (#10)
- Maria Möller (#7)
- Peter Wahlbeck (#3)
- Shirley Clamp (#5)
- Tommy Körberg (#1)
- Tony Irving (#2)

## Avsnitt

### Säsong 1
Sändes på lördagar mellan den 15 september och 22 december 2007.
| Nr | Datum             | Medverkande                                                           | Tittarsiffror |
| -- | ----------------- | --------------------------------------------------------------------- | ------------- |
| 1  | 15 september 2007 | Allan Svensson, Shirley Clamp, Martin Stenmarck                       | 1 600 000     |
| 2  | 22 september 2007 | E-type, Tina Nordström, Sarah Dawn Finer                              | 1 478 000     |
| 3  | 29 september 2007 | Gunde Svan, Agneta Sjödin, Magnus Uggla, Bo Sundström, Frida Öhrn     | 1 631 000     |
| 4  | 6 oktober 2007    | Filippa Reinfeldt, Peter Jöback, Lill Lindfors                        | 1 299 000     |
| 5  | 20 oktober 2007   | Jan Guillou, Sonja Aldén, Per Morberg, Ola Svensson                   | 1 572 000     |
| 6  | 27 oktober 2007   | Lena Philipsson, Ola Lindholm, Nanne Grönvall                         | 1 480 000     |
| 7  | 3 november 2007   | Izabella Scorupco, Kenny Bräck, Petter, BWO                           | 1 425 000     |
| 8  | 10 november 2007  | Sissela Kyle, Charlotte Perrelli, Rami Shaaban, Christian Kjellvander | 1 423 000     |
| 9  | 17 november 2007  | Paolo Roberto, Gudrun Schyman, Robert Wells, Mando Diao               | 1 537 000     |
| 10 | 1 december 2007   | Kjell Bergqvist, Eva Dahlgren, Carola Häggkvist                       | 1 563 000     |
| 11 | 8 december 2007   | Björn Skifs, Louise Hoffsten, Anders Lundin                           | 1 533 000     |
| 12 | 15 december 2007  | Maud Olofsson, Markoolio, Mikael Tornving, Sahara Hotnights           | 1 333 000     |
| 13 | 22 december 2007  | Peter Settman, Jill Johnson, Måns Zelmerlöw                           | 1 699 000     |

### Säsong 2
Sändes på lördagar mellan den 21 mars och 23 maj 2009.
| Nr | Datum         | Medverkande | Tittarsiffror |
| -- | ------------- | --- | ------------- |
| 1  | 21 mars 2009  | Ola Salo, Mia Skäringer, Thomas Di Leva, Per Gessle, Molly Sandén                                                                            | 1 104 000     |
| 2  | 28 mars 2009  | Andreas Lundstedt, Elisabet Höglund, Johan Wissman, Alcazar, Måns Zelmerlöw, Kevin Borg                                                      | 1 016 000     |
| 3  | 4 april 2009  | Henrik Schyffert, Lotta Engberg, Ara Abrahamian, Miss Li, Darin                                                                              | 898 000       |
| 4  | 11 april 2009 | Peter Stormare, Claes Malmberg, Caroline af Ugglas, Moneybrother, H.E.A.T                                                                    | 714 000       |
| 5  | 18 april 2009 | Ernst Kirchsteiger, Kikki Danielsson, Dregen, Backyard Babies                                                                                | 952 000       |
| 6  | 25 april 2009 | Jessica Andersson, Runar Sögaard, Mia Törnblom, Pauline, Larz-Kristerz                                                                       | 801 000       |
| 7  | 2 maj 2009    | Barbro Svensson, Pia Johansson, Johan Glans, Cookies 'N' Beans, E.M.D.                                                                       | 864 000       |
| 8  | 9 maj 2009    | Martin Timell, Tomas Ledin, Helen Sjöholm, Poodles                                                                                           | 966 000       |
| 9  | 16 maj 2009   | Bert Karlsson, Linda Bengtzing, Mustafa Mohamed, Martin Stenmarck, Andreas Johnson, Charlotte Perrelli, Clabbe af Geijerstam, Göran Fristorp | 1 308 000     |
| 10 | 23 maj 2009   | Björn Ranelid, Petra Mede, Tommy Körberg | 817 000       |